# 劉泉 (正德進士)
劉泉（1491年—1533年），字應占，號蒙菴，江西吉安府安福縣人，民籍，明朝政治人物。

## 生平
正德五年（1510年）庚午科江西鄉試第一名舉人（解元），正德六年（1511年）登辛未科会试第二十三名，二甲進士。选庶吉士，八年十月授翰林院编修，九年三月养病归。十五年冬父喪守制，服阕，至山东临清而復归乡。嘉靖六年（1527年）十月大学士杨一清等言刘泉等人政务疏通，可外补，七年六月升湖广布政司右参议，即上疏致仕，時年三十八。归家五年，十二年癸巳卒。

## 家族
曾祖劉毓秀；祖父劉威，封大理寺左寺副；父劉潮，號東軒，弘治十二年進士，曾任布政司左參議。母高氏（封孺人、加封淑人）。